# Jim Nicholson (politiker)
Robert James "Jim" Nicholson, född 4 februari 1938 i Iowa, är en amerikansk republikansk politiker och diplomat. Han var ordförande för Republican National Committee 1997–2001, USA:s ambassadör vid Heliga stolen 2001–2005 och USA:s veteranminister 2005–2007.
Nicholson utexaminerades från United States Military Academy, avlade sedan masterexamen vid Columbia University och juristexamen vid University of Denver. År 1986 valdes han till Republican National Committee från delstaten Colorado. Efter tiden i republikanernas partistyrelse, fyra sista åren som ordförande, tjänstgjorde han som chef för USA:s diplomatiska beskickning i Vatikanstaten. President George W. Bush utnämnde honom 2005 till veteranminister. År 2007 avgick han på grund av skandalen kring behandlingen av USA:s krigsveteraner från krigen i Irak och Afghanistan.